# Liebherr A 904 C Litronic
| A 904 C Litronic                                        | A 904 C Litronic                                                                       |
| A 904 C Litronic in Sonderlackierung auf der Bauma 2007 | A 904 C Litronic in Sonderlackierung auf der Bauma 2007                                |
| ------------------------------------------------------- | -------------------------------------------------------------------------------------- |
| Hersteller:                                             | Liebherr                                                                               |
| Einsatzgewicht:                                         | 18.700 – 21.100 kg                                                                     |
| Leistung:                                               | 105 kW (143 PS)                                                                        |
| Bauart:                                                 | 4-Zylinder-Reihenmotor                                                                 |
| Hubraum:                                                | 6,4 l                                                                                  |
| Motorbezeichnung:                                       | Liebherr D 934 S                                                                       |
| Tankinhalt:                                             | 350 l                                                                                  |
| Motorenhersteller:                                      | Liebherrwerk Bulle (CH)                                                                |
| Getriebe:                                               | Liebherr Kompakt-Planetengetriebe                                                      |
| Fahrgeschwindigkeit:                                    | max. 30 km/h                                                                           |
| Fahrerkabine:                                           | elastisch gelagert und schwingungsgedämpft mit serienmäßiger Klimaanlage, Umluftfilter |
| Schallemission:                                         | 73 dB(A), 100 dB(A) außen                                                              |
| Tieflöffelinhalt                                        | 0,3–1,05 m³                                                                            |

Der A 904 C Litronic der Firmengruppe Liebherr ist ein mittlerer Mobilbagger der Litronic-Serie. Der Bagger wird hergestellt im Stammwerk der Firma in Kirchdorf an der Iller im Landkreis Biberach, in Oberschwaben.

## Beschreibung
Der Bagger ist mit einem werkseigenen Motor aus dem Liebherr Baumaschinendiesel Werk in Bulle FR bestückt. Von ihm werden zusätzlich die Varianten A 904 C Litronic Umschlaggerät und A 904 C HD Litronic hergestellt. Der Tieflöffel oder Greiferinhalt beträgt bis zu einem Kubikmeter bewegtes Material. Der Bagger kommt im konventionellen Tiefbau, in der Umschlagtechnik, im Tunnelbau, in der Wasserwirtschaft, im Abbruch und der Forst- und Holzwirtschaft zum Einsatz.

## Anbaugeräte
- Tieflöffel-Ausrüstung
- Greifer-Ausrüstung
- Grabräumlöffel-Ausrüstung

Die gesamten Anbaugeräte und die weitere Arbeitsausrüstungen wie Klappschaufel, Umschlag- oder Abbruchausrüstung, werden von Liebherr selbst entwickelt und gefertigt.